# Gajowce (sielsowiet Markowo)
Gajowce (biał. Гаеўцы, ros. Гаевцы) – wieś na Białorusi, w obwodzie mińskim, w rejonie mołodeckim, w sielsowiecie Markowo.

## Historia
W czasach zaborów wieś rządowa w powiecie oszmiańskim, w granicach Imperium Rosyjskiego. W 1866 roku liczyła 23 mieszkańców w 7 domach.
W latach 1921–1945 wieś leżała w Polsce w województwie wileńskim, w powiecie oszmiańskim (od 1927 roku w powiecie mołodeckim), w gminie Bienica.
W 1931 w 25 domach zamieszkiwało 125 osób.
Wierni należeli do parafii rzymskokatolickiej i prawosłanwej w Bienicy. Miejscowość podlegała pod Sąd Grodzki w Mołodecznie i Okręgowy w Wilnie; właściwy urząd pocztowy mieścił się w Bienicy.
W wyniku napaści ZSRR na Polskę we wrześniu 1939 miejscowość znalazła się pod okupacją sowiecką. 2 listopada została włączona do Białoruskiej SRR. Od czerwca 1941 roku pod okupacją niemiecką. W 1944 miejscowość została ponownie zajęta przez wojska sowieckie i włączona do Białoruskiej SRR.
Od 1991 w składzie niepodległej Białorusi.